# Ataköy Athletics Arena
Die Ataköy Athletics Arena (türkisch Ataköy Atletizm Salonu) ist eine Leichtathletik-Sporthalle im Istanbuler Stadtteil Bakırköy. Sie liegt in unmittelbarer Nachbarschaft zur 2009 eingeweihten Mehrzweckhalle Sinan Erdem Dome. 
Die Sportstätte mit 7.450 Plätzen wurde eigens für die Leichtathletik-Hallenweltmeisterschaften 2012, die vom 9. bis 11. März ausgetragen wurden, errichtet. Schon einen Monat zuvor fanden die 17. Leichtathletik-Balkan-Hallenmeisterschaften in der Halle statt, die seither fast jährlich dort ausgetragen werden.
Die Ataköy Athletics Arena ist die erste Leichtathletikhalle in der Türkei. Sie ist 125 Meter lang, 87 Meter breit und 27 Meter hoch und bedeckt eine Fläche von 10.875 Quadratmeter. In der Arena ist eine sechsspurige Laufbahn mit 200 Meter Länge verlegt. Hinzu kommt die achtspurige Bahn für den 60-Meter-Lauf. Des Weiteren stehen Anlagen für Kugelstoßen, Hoch- wie auch Stabhochsprung sowie Weit- und Dreisprung zur Verfügung.
In der gescheiterten Bewerbung der Stadt Istanbul für die Olympischen Sommerspiele 2020 war die Ataköy Athletics Arena als eine Sportstätte vorgesehen.